# ناصر الهليل (لاعب كرة قدم)
ناصر عبد الله الهليل لاعب كرة قدم سعودي يلعب في نادي الجبيل كمدافع.

## مسيرة اللاعب
لعب في نادي الطائي ونادي الخليج ونادي العين ونادي الجبيل.